# Rosso antico

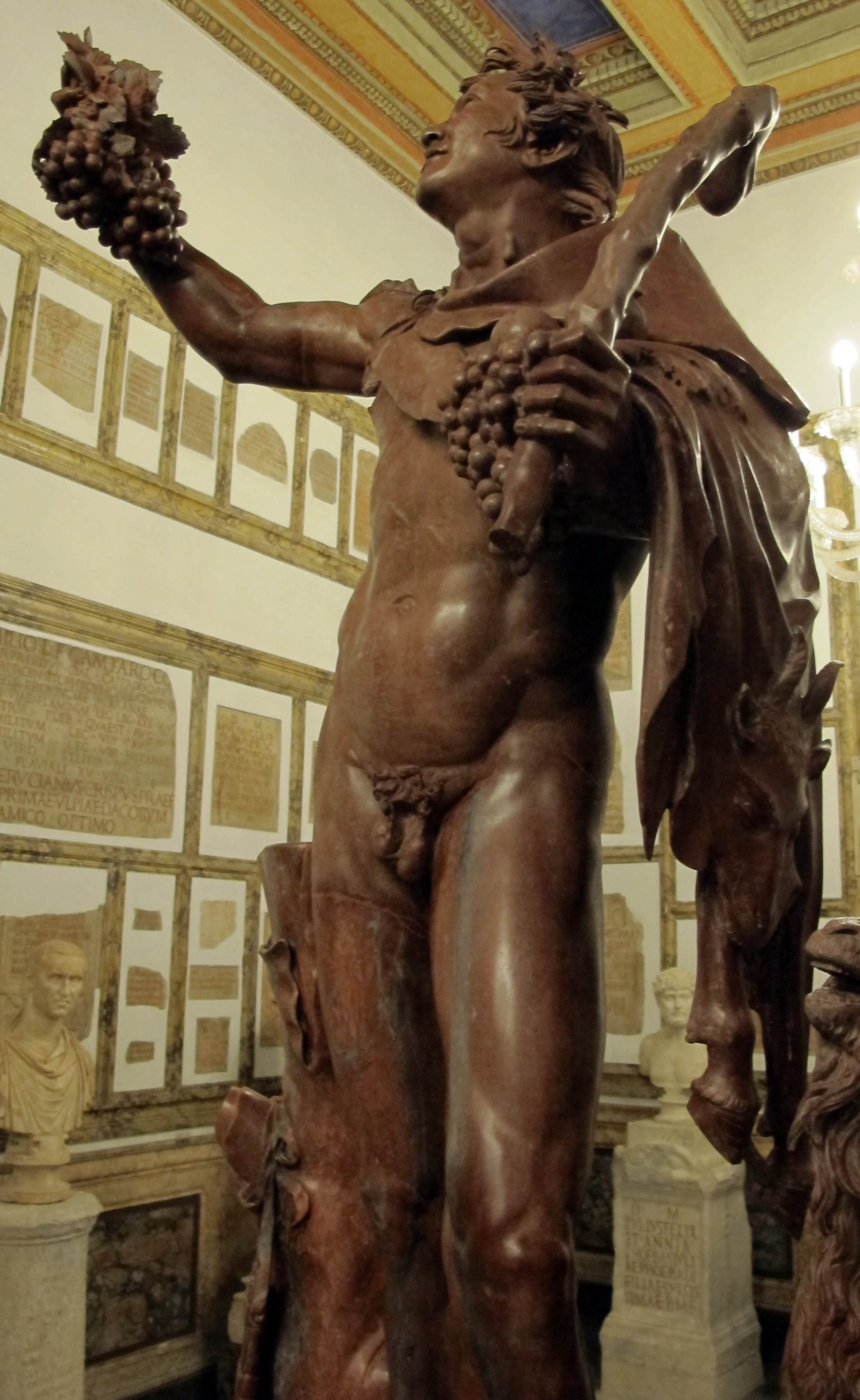
Fauno da Villa Adriana, em Tivoli, atualmente nos Museus Capitolinos de Roma.

Rosso antico é um tipo de mármore de granulagem fina, de coloração entre o rosa e o vermelho profundo, característico pelos ocasionais veios negros e brancos. Foi muito utilizado pelos gregos, romanos e etruscos em suas esculturas e era obtido principalmente na vila de Agios Kyprianos ("São Cipriano") na costa leste do Cabo Matapão ("Cabo Tênaro"), na Grécia. Era utilizado principalmente para pequenos elementos arquitetônicos, mas também em algumas esculturas de grande porte. Um mármore similar era obtido antigamente em Iasos, na província de Milas, na Ásia Menor (marmor Iassense rosso), geralmente distinguido pela granulagem mais grossa e variações nos elementos residuais
Além disso, o termo é utilizado também para designar rochas de quartzo ou feldspato utilizada pelos antigos egípcios em sua esculturas.